# Rutger Bekebrede
Rutger Raymond Bekebrede (15 oktober 1984) is een Nederlands assistent-scheidsrechter.
Bekebrede is sinds 2004 geaccrediteerd KNVB-scheidsrechter in de masterclass en promoveerde in 2008 tot scheidsrechter junior. Op 31 oktober 2008 debuteerde hij in het betaald voetbal in de wedstrijd Fortuna Sittard - Telstar. Na het seizoen 2012/2013 moest hij stoppen als scheidsrechter en ging hij verder als assistent-scheidsrechter.